# 揚名海梅介
揚名海梅介（学名：Hermanites yangmingi）为半花介科海梅介屬下的一个种。